# 三百洞村
三百洞村是中华人民共和国广东省广州市从化区太平镇所辖的一个行政村。村委会设在三百洞，位于神岗圩东面约3千米。1958年人民公社化时成立三百洞大队，因驻在三百洞而得名。1967年文化大革命时更名永红大队，1974年复名。1983年12月并入元洲岗乡，1987年1月分出改称村。辖9条自然村（禾寮下、新村、石陂、水口、老万、高排、横头屋、柠檬冚、水漕）。1998年时，全村共有198户，人口1006人。